# Campeonato Turco de Futebol
O Campeonato Turco de Futebol, mais conhecido pelo seu nome oficial em turco Süper Lig, é o maior evento do futebol realizado na Turquia e a principal divisão profissional do sistema de ligas de futebol do país. É oficialmente organizado pela Federação Turca de Futebol e ocupa atualmente a 10ª colocação entre as ligas europeias de maior coeficiente de competitividade no ranking da UEFA.

## Histórico
A competição é realizada oficialmente desde 1959, sendo a temporada 1959–60 a primeira a ser realizada no atual formato por pontos corridos.
O nome oficial da competição alterou-se ao longo do tempo. Até a temporada 1962–63 foi denominada Millî Lig. Com a expansão do futebol profissional da Turquia através da fundação da 2. Lig, uma nova liga composta por novas equipes recém-fundadas que serviu como divisão de acesso à liga principal, a competição passou a ser denominada 1. Lig a partir da temporada 1963–64, perdurando esta denominação até a temporada 2000–01. A atual Süper Lig, surgida após uma nova reformulação no sistema de ligas de futebol do país, teve seu arranque inicial na temporada 2001–02.

## Patrocínio e cobertura

### Direitos de nome
Em 2005, a Federação Turca de Futebol assinou um contrato de direitos de nome válido por cinco temporadas com a operadora de telefonia celular Turkcell, passando o campeonato a ser denominado Turkcell Süper Lig entre as temporadas 2005–06 e 2009–10.
Após o fim do referido contrato, em 2010 foi firmado o atual contrato com a Spor Toto, nome informal pelo qual é conhecido o Ministério dos Esportes da Turquia, passando o campeonato a ser denominado Spor Toto Süper Lig a partir da temporada 2010–11.

### Direitos de transmissão
Em Portugal, o torneio é exibido com exclusividade na televisão por assinatura pelos canais do grupo Sport TV.
Já no Brasil, os direitos de transmissão da competição são de exclusividade via streaming pelo DAZN.

## Sistema de disputa

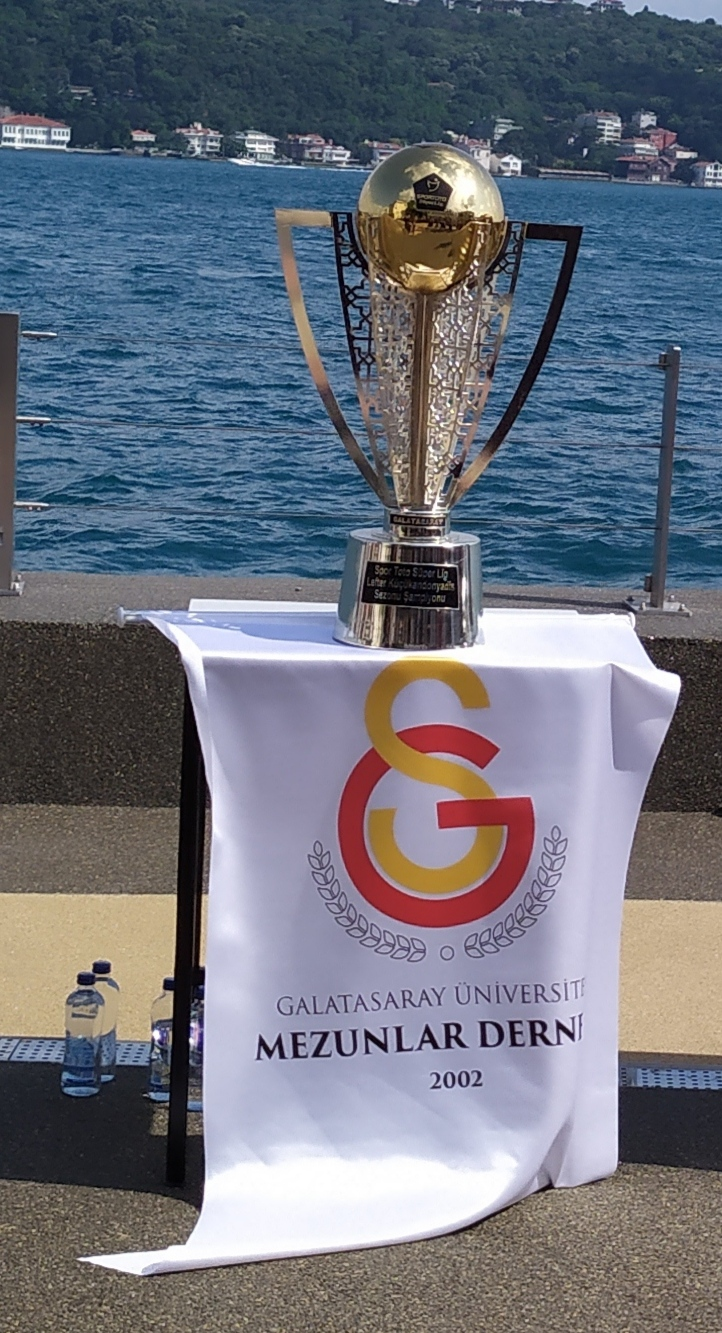
Troféu oferecido pela Federação Turca de Futebol ao vencedor da competição

A temporada costuma ter início no mês de agosto, encerrando-se normalmente no mês de maio do ano seguinte, com um pequeno recesso de duas a três semanas ocorrido entre fins de dezembro e começo de janeiro. As rodadas nos fins de semana costumam ser realizadas de sexta-feira à domingo, enquanto que as rodadas nos meios de semana costumam ser realizadas de terça à quinta-feira.
Para a atual temporada, as 20 equipes participantes jogam no total 38 rodadas divididas entre turno e returno. Dependendo da posição que a Turquia ocupe no ranking de coeficiente de competitividade da UEFA, o clube vencedor da competição pode classificar-se diretamente para a fase de grupos da Liga fos Campeões da UEFA ou ainda tenha que disputar a 3ª rodada dos playoffs de acesso à fase de grupos. Da mesma forma, o clube vice-campeão da competição ora pode estar classificado para a 3ª rodada dos playoffs, ora pode ter que disputar a 2ª rodada dos playoffs para chegar à fase de grupos da competição continental.
A partir da temporada 2014–15, a equipe que terminar o campeonato na 3ª colocação classifica-se diretamente à fase de grupos da Liga Europa da UEFA. A equipe 4ª colocada, também classifica-se para o torneio continental, entretanto precisa disputar a 3ª rodada dos playoffs para ingressar também na fase de grupos. Quanto à equipe vencedora da Copa da Turquia, independente da posição em que terminar no campeonato, classifica-se para a 2ª rodada dos playoffs.
Uma nova mudança na distribuição de vagas para as competições continentais entre os clubes turcos foi implementada na temporada 2020–21. Com a criação da Liga Conferência da UEFA, uma nova competição continental de 3º escalão voltada para equipes de países menos bem ranqueadas pela UEFA, houve uma profunda reformulação na Liga Europa que acarretou em uma diminuição do número de clubes classificados (de 48 para 32 equipes). Com isso, o campeonato passou a não distribuir mais vagas de acesso a esta competição, dando preferência à nova competição, na qual os clubes que terminarem a competição na 3ª e 4ª colocação se classificarão respectivamente para a 3ª e 2ª fase da Liga Conferência. Somente na hipótese do vencedor da Copa da Turquia vier a ser o mesmo clube que sagrou-se campeão ou vice-campeão da Süper Lig, a vaga para a Liga Europa ficará com o 3º colocado. Dessa forma, a equipe 5ª colocada também se classificará para uma competição continental, ficando com a vaga para a 2ª rodada dos playoffs da Liga Conferência.
Por fim, as três equipes que apresentarem as piores campanhas ao longo do campeonato serão rebaixadas ao final da temporada, sendo substituídas pelas equipes campeã e vice-campeã da TFF 1. Lig, juntamente com a equipe vencedora dos playoffs de acesso, disputado entre os clubes que terminaram entre a 3ª e a 6ª colocações para decidir o terceiro clube classificado para disputar a divisão máxima do futebol turco na temporada seguinte.

## Critérios de desempate

Patch oficial ostentado na parte superior central da camisa pelo clube campeão da temporada anterior.

Em caso de empate entre duas ou mais equipes na classificação geral, estes são os critérios de desempate considerados na ordem:
1. Pontos marcados;
2. Pontos marcados no(s) confronto(s) direto(s);
3. Saldo de gols no(s) confronto(s) direto(s);
 4. Gols marcados no(s) confronto(s) direto(s);
5. Saldo de gols;
6. Gols marcados;
7. Sorteio.

## Tabela de campeões

### Millî Lig
| Temporada | Campeão         | Vice-campeão     |
| 1959      | Fenerbahçe (1)  | Galatasaray (3)* |
| 1959–60   | Beşiktaş (3)*   | Fenerbahçe (1)   |
| 1960–61   | Fenerbahçe (2)  | Galatasaray (4)  |
| 1961–62   | Galatasaray (1) | Fenerbahçe (2)   |
| 1962–63   | Galatasaray (2) | Beşiktaş (1)     |

### 1. Lig
| Temporada | Campeão          | Vice-campeão      |
| 1963–64   | Fenerbahçe (3)   | Beşiktaş (2)      |
| 1964–65   | Fenerbahçe (4)   | Beşiktaş (3)      |
| 1965–66   | Beşiktaş (4)     | Galatasaray (5)   |
| 1966–67   | Beşiktaş (5)     | Fenerbahçe (3)    |
| 1967–68   | Fenerbahçe (5)   | Beşiktaş (4)      |
| 1968–69   | Galatasaray (3)  | Eskisehirspor (1) |
| 1969–70   | Fenerbahçe (6)   | Eskisehirspor (2) |
| 1970–71   | Galatasaray (4)  | Fenerbahçe (4)    |
| 1971–72   | Galatasaray (5)  | Eskisehirspor (3) |
| 1972–73   | Galatasaray (6)  | Fenerbahçe (5)    |
| 1973–74   | Fenerbahçe (7)   | Beşiktaş (5)      |
| 1974–75   | Fenerbahçe (8)   | Galatasaray (6)   |
| 1975–76   | Trabzonspor (1)  | Fenerbahçe (6)    |
| 1976–77   | Trabzonspor (2)  | Fenerbahçe (7)    |
| 1977–78   | Fenerbahçe (9)   | Trabzonspor (1)   |
| 1978–79   | Trabzonspor (3)  | Galatasaray (7)   |
| 1979–80   | Trabzonspor (4)  | Fenerbahçe (8)    |
| 1980–81   | Trabzonspor (5)  | Adanaspor (1)     |
| 1981–82   | Beşiktaş (6)     | Trabzonspor (2)   |
| 1982–83   | Fenerbahçe (10)  | Trabzonspor (3)   |
| 1983–84   | Trabzonspor (6)  | Fenerbahçe (9)    |
| 1984–85   | Fenerbahçe (11)  | Beşiktaş (6)      |
| 1985–86   | Beşiktaş (7)     | Galatasaray (8)   |
| 1986–87   | Galatasaray (7)  | Beşiktaş (7)      |
| 1987–88   | Galatasaray (8)  | Beşiktaş (8)      |
| 1988–89   | Fenerbahçe (12)  | Beşiktaş (9)      |
| 1989–90   | Beşiktaş (8)     | Fenerbahçe (10)   |
| 1990–91   | Beşiktaş (9)     | Galatasaray (9)   |
| 1991–92   | Beşiktaş (10)    | Fenerbahçe (11)   |
| 1992–93   | Galatasaray (9)  | Beşiktaş (10)     |
| 1993–94   | Galatasaray (10) | Fenerbahçe (12)   |
| 1994–95   | Beşiktaş (11)    | Trabzonspor (4)   |
| 1995–96   | Fenerbahçe (13)  | Trabzonspor (5)   |
| 1996–97   | Galatasaray (11) | Beşiktaş (11)     |
| 1997–98   | Galatasaray (12) | Fenerbahçe (13)   |
| 1998–99   | Galatasaray (13) | Beşiktaş (12)     |
| 1999–00   | Galatasaray (14) | Beşiktaş (13)     |
| 2000–01   | Fenerbahçe (14)  | Galatasaray (10)  |

### Süper Lig
| Temporada | Campeão          | Vice-campeão     |
| 2001–02   | Galatasaray (15) | Fenerbahçe (14)  |
| 2002–03   | Beşiktaş (12)    | Galatasaray (11) |
| 2003–04   | Fenerbahçe (15)  | Trabzonspor (6)  |
| 2004–05   | Fenerbahçe (16)  | Trabzonspor (7)  |
| 2005–06   | Galatasaray (16) | Fenerbahçe (15)  |
| 2006–07   | Fenerbahçe (17)  | Beşiktaş (14)    |
| 2007–08   | Galatasaray (17) | Fenerbahçe (16)  |
| 2008–09   | Beşiktaş (13)    | Sivasspor (1)    |
| 2009–10   | Bursaspor (1)    | Fenerbahçe (17)  |
| 2010–11   | Fenerbahçe (18)  | Trabzonspor (8)  |
| 2011–12   | Galatasaray (18) | Fenerbahçe (18)  |
| 2012–13   | Galatasaray (19) | Fenerbahçe (19)  |
| 2013–14   | Fenerbahçe (19)  | Galatasaray (12) |
| 2014–15   | Galatasaray (20) | Fenerbahçe (20)  |
| 2015–16   | Beşiktaş (14)    | Fenerbahçe (21)  |
| 2016–17   | Beşiktaş (15)    | Başakşehir (1)   |
| 2017–18   | Galatasaray (21) | Fenerbahçe (22)  |
| 2018–19   | Galatasaray (22) | Başakşehir (2)   |
| 2019–20   | Başakşehir (1)   | Trabzonspor (9)  |
| 2020–21   | Beşiktaş (16)    | Galatasaray (13) |
| 2021–22   | Trabzonspor (7)  | Fenerbahçe (23)  |
| 2022–23   | Galatasaray (23) | Fenerbahçe (24)  |
| 2023–24   | Galatasaray (24) | Fenerbahçe (25)  |
| 2024–25   | Galatasaray (25) | Fenerbahçe (26)  |

## Conquistas por clube
| Clube/Estrelas | Campeonatos | Vice-campeonatos | Temporadas como campeão | Temporadas como vice-campeão |
| Galatasaray    | 25          | 13               | 1961–62, 1962–63, 1968–69, 1970–71, 1971–72, 1972–73, 1986–87, 1987–88, 1992–93, 1993–94, 1996–97, 1997–98, 1998–99, 1999–00, 2001–02, 2005–06, 2007–08, 2011–12, 2012–13, 2014–15, 2017–18, 2018–19, 2022–23, 2023–24 e 2024–25 | 1956–57*, 1957–58*, 1959, 1960–61, 1965–66, 1974–75, 1978–79, 1985–86, 1990–91, 2000–01, 2002–03, 2013–14 e 2020–21 |
| Fenerbahçe     | 19          | 26               | 1959, 1960–61, 1963–64, 1964–65, 1967–68, 1969–70, 1973–74, 1974–75, 1977–78, 1982–83, 1984–85, 1988–89, 1995–96, 2000–01, 2003–04, 2004–05, 2006–07, 2010–11 e 2013–14                                                          | 1959–60, 1961–62, 1966–67, 1970–71, 1972–73, 1975–76, 1976–77, 1979–80, 1983–84, 1989–90, 1991–92, 1993–94, 1997–98, 2001–02, 2005–06, 2007–08, 2009–10, 2011–12, 2012–13, 2014–15, 2015–16, 2017–18, 2021–22, 2022–23, 2023–24 e 2024–25 |
| Beşiktaş       | 16          | 14               | 1956–57*, 1957–58*, 1959–60, 1965–66, 1966–67, 1981–82, 1985–86, 1989–90, 1990–91, 1991–92, 1994–95, 2002–03, 2008–09, 2015–16, 2016–17 e 2020–21                                                                                | 1962–63, 1963–64, 1964–65, 1967–68, 1973–74, 1984–85, 1986–87, 1987–88, 1988–89, 1992–93, 1996–97, 1998–99, 1999–00 e 2006–07 |
| Trabzonspor    | 7           | 9                | 1975–76, 1976–77, 1978–79, 1979–80, 1980–81, 1983–84 e 2021–22 | 1977–78, 1981–82, 1982–83, 1994–95, 1995–96, 2003–04, 2004–05, 2010–11 e 2019–20 |
| Başakşehir     | 1           | 2                | 2019–20 | 2016–17 e 2018–19 |
| Bursaspor      | 1           | 0                | 2009–10 | |
| Eskisehirspor  | 0           | 3                | | 1968–69, 1969–70 e 1971–72 |
| Adanaspor      | 0           | 1                | 1980–81 | |
| Sivasspor      | 0           | 1                | 2008–09 | |

### Nota
*O Beşiktaş inclui como títulos nacionais conquistados a Copa da Federação Turca, considerada a 1ª competição de futebol profissional de âmbito nacional da Turquia e tida como precursora da Millî Lig, que foi jogada por 2 temporadas (1956–57 e 1957–58), sendo disputada sob o formato de mata-mata. O clube venceu as duas edições, tendo batido em ambas as finais o rival Galatasaray. Tal reivindicação foi reconhecida pela Federação Turca de Futebol em 2002, que considerou as 2 edições deste torneio como campeonatos nacionais disputados.